# Ferdinand Weiß (Maler)
Ferdinand Friedrich Wilhelm Weiß, auch Friedrich Weiss (* 10. August 1814 in Magdeburg; † 23. Januar 1878 in Berlin), war ein deutscher Porträt-, Miniatur- und Genremaler, Zeichner, Stahlstecher und Illustrator der Düsseldorfer Schule.

## Leben

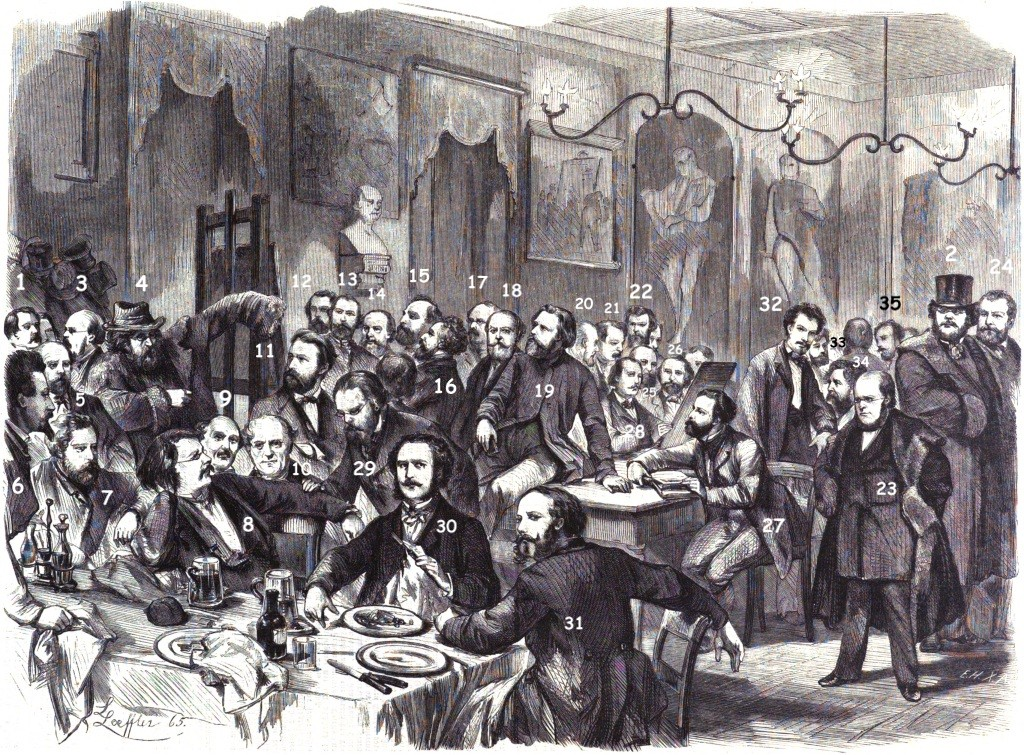
Ferdinand Weiß (Nr. 4) im Kreise des Vereins Berliner Künstler, Illustration von Ludwig Löffler, 1865

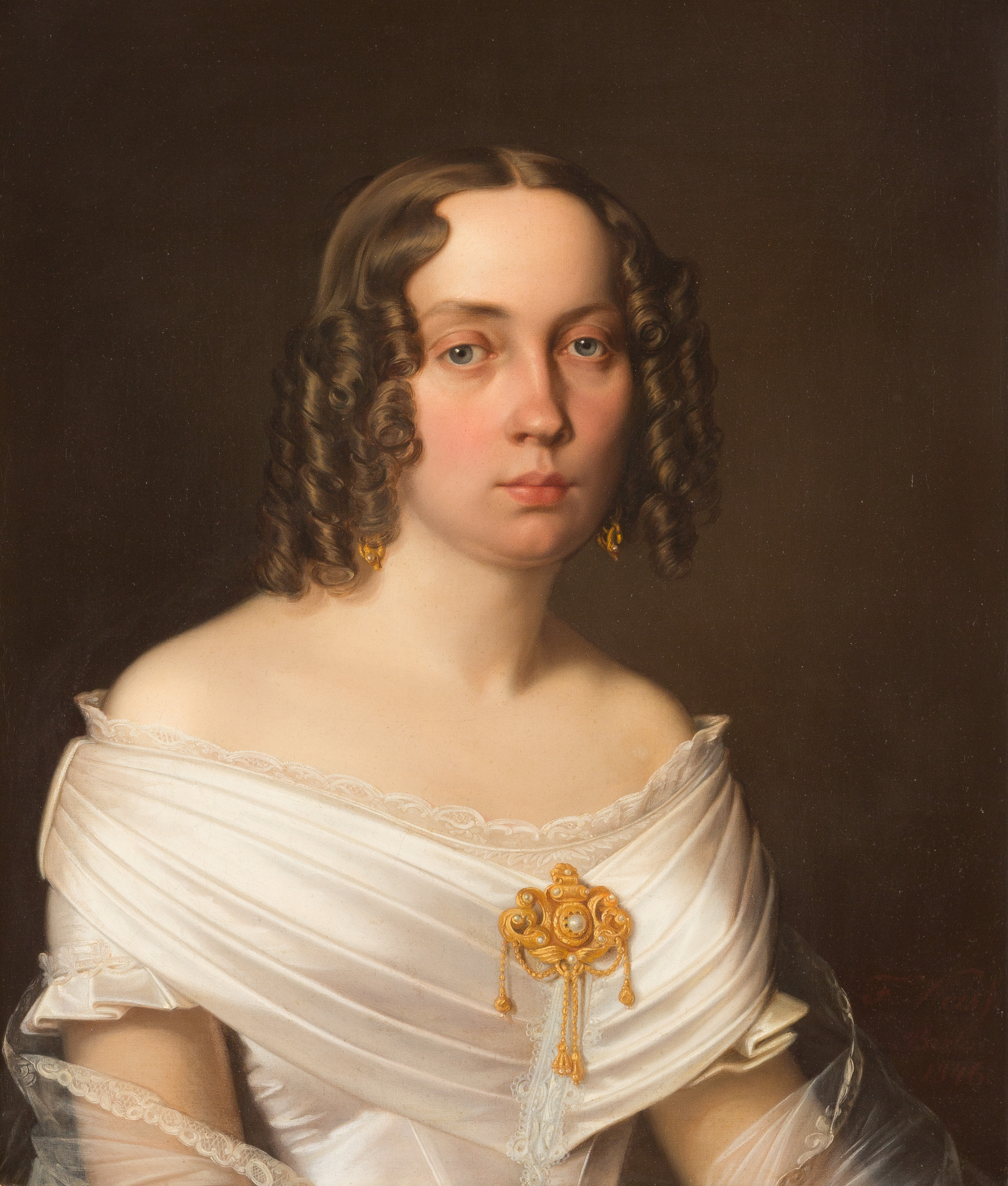
Ferdinand Weiß: Damenbildnis, 1846

Ferdinand Weiß, älterer Bruder des Malers und Kostümkundlers Hermann Weiß, studierte Malerei zunächst an der Berliner Akademie und von 1832 bis 1837 in Düsseldorf. An der Kunstakademie Düsseldorf war er Schüler von Theodor Hildebrandt und Wilhelm  Schadow.
Weiß ließ sich in Berlin nieder. Seit 1836 – noch Student in Düsseldorf – beteiligte er sich regelmäßig an Berliner Kunstausstellungen. In Berlin wurde er Mitglied und Vorsitzender des Vereins Berliner Künstler und unter dem Namen „Graff“ Mitglied (seit dem 27. März 1859 Ehrenmitglied) der Berliner Gesellschaft Tunnel über der Spree. Seinem Bruder Hermann half Weiß bei dessen Publikationen zur Kostümkunde, indem er Illustrationen beisteuerte.